# آلساندرو کامبالوتا
آلساندرو آندراده دا آلیویرا (۲۷ مهٔ ۱۹۷۳) یک بازیکن فوتبال اهل برزیل است. وی در تیم ملی فوتبال برزیل بازی کرده است.